# 헨드릭 G. 스토커

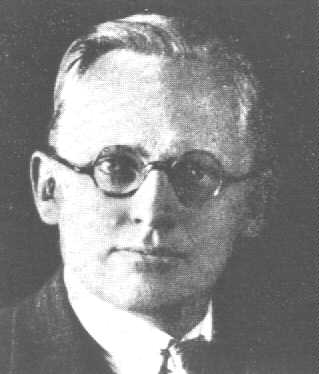

헨드릭 게르하르두스 스토커(Hendrik Gerhardus Stoker, 1899 – 1993)는 남아공화국의 요하네스버그에서 태어난 세계적인 칼빈주의 철학자이다. 포체스트롬 대학교에서 기독교 철학을 가르쳤다. 포체스트롬 대학교를 졸업하고 쾰른 대학교에서 막스 셸러로부터 "자연과 양심의 형성"("Nature and the forms of conscience")라는 주제로 박사학위를 받았다. 그는 헤르만 도예베르트와 디르크 볼렌호븐의 철학적 관점에 반대했다. 그들이 주장한 우주법 철학은 스토커를 설득시키지 못하였다. 창조는 창조의 법보다도 더 포괄적인 원리라고 스토커는 보았다. 그들은 창조보다는 법을 더 선호한 반면에 스토커는 기독교인이라는 이름을 더 유익하다고 보았다. 1942년부터 1943까지 그는 아파르트헤이트 정책을 지지하고 영국을 반대하고 아프리칸(네덜란드 남아공 사람)을 지지하며, 친 독일파로 구금도 되었다.

## 작품
- Een en ander oor menslike vrijheid. In: Festschrift für H.J. de Vleeschauwer. 1960, S. 150−172.

## 같이 보기
- 헤르만 도예베르트
- 디르크 볼렌호븐